# Choerades loewi
Choerades loewi là một loài ruồi trong họ Asilidae. Choerades loewi được Lehr miêu tả năm 1991.